# Blombay
Blombay település Franciaországban, Ardennes megyében. Lakosainak száma 130 fő (2022. január 1.). Blombay Aubigny-les-Pothées, Cernion, Chilly, L’Échelle, Étalle, Laval-Morency, Marby és Vaux-Villaine községekkel határos.

## Népesség
A település népességének változása:
| Lakosok száma | 136  | 112  | 120  | 119  | 130  | 135  | 139  | 138  | 135  | 130  |
|               | 1968 | 1982 | 1990 | 2006 | 2013 | 2015 | 2017 | 2019 | 2020 | 2022 |